# História do Coritiba Foot Ball Club

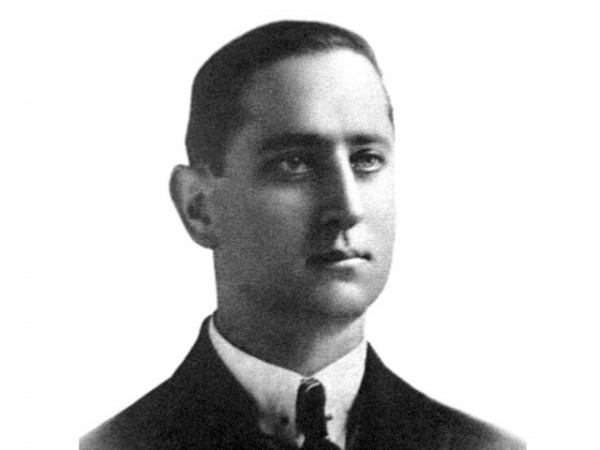
Frederico Fritz Essenfelder, um dos fundadores do Coritiba.

A História do Coritiba Foot Ball Club remonta ao início do século XX, o que o torna um dos clubes de futebol mais tradicionais do Paraná.

## Fundação
No ano de 1909, diversos jovens se reuniam no Clube Ginástico Teuto-Brasileiro Turnverein, local onde os imigrantes e descendentes de alemães que residiam em Curitiba, se reuniam para a prática de esportes. Em uma das reuniões de julho a atenção de todos estava voltada para Frederico "Fritz" Essenfelder, importante membro do grupo, que apareceu no local com uma bola de couro na mão. Fritz apresentou o objeto aos colegas, explicando que se tratava de uma bola de futebol, demonstrou os principais fundamentos daquele novo esporte, além de alguns relatos que deixaram todos entusiasmados. Após aquele dia, Fritz e seus companheiros de clube, começaram a promover partidas entre eles no campo do Quartel da Força Pública.
| “ | Fritz fez no Paraná, o que Charles Miller produziu no Brasil: divulgou a bola e o jogo apaixonante. | ” |

Algum tempo depois, chegou o convite para que disputassem uma partida contra um time formado por ingleses e funcionários que trabalhavam na estrada de ferro de Ponta Grossa. Na noite dia 12 de outubro de 1909, Fritz convocou uma reunião no antigo Theatro Hauer, para poderem tomar algumas decisões para a excursão que realizariam até o interior do estado. Foi nessa reunião que decidiram fundar a primeira equipe de futebol do estado, primeiramente chamada de "Teuto-Brasileiro".

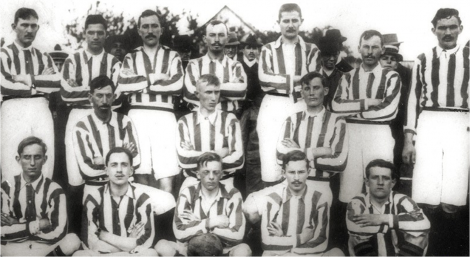
A equipe pioneira do Coritiba, em sua primeira partida oficial em 23 de outubro de 1909.

### A primeira partida
No dia 23 de outubro de 1909, foi realizada em Ponta Grossa, a primeira partida oficial do Coritiba. O time adversário era chamado de Clube de Foot Ball de Tiro Pontagrossense, formado por ingleses e funcionários da American South Brazilian Engineering Co.. A partida terminou 1 x 0 para os donos da casa com gol do Elias Mota.
O time base do Coritiba naquele primeiro confronto era formado pelos próprios fundadores do Clube: (em pé) Arthur Iwersen, Erothildes Carlberg, Leopoldo Obladen, Arthur Hauer, Alfredo Labsch, Alfredo Hauer e Walter Dietrich; (no meio) Teodoro Obladen, Carlos Schleker e Roberto Juchks; (sentados) Fritz Essenfelder, Johann Maschke, Waldemar Hauer, Alvin Hauer e Rudolf Kaastrup.

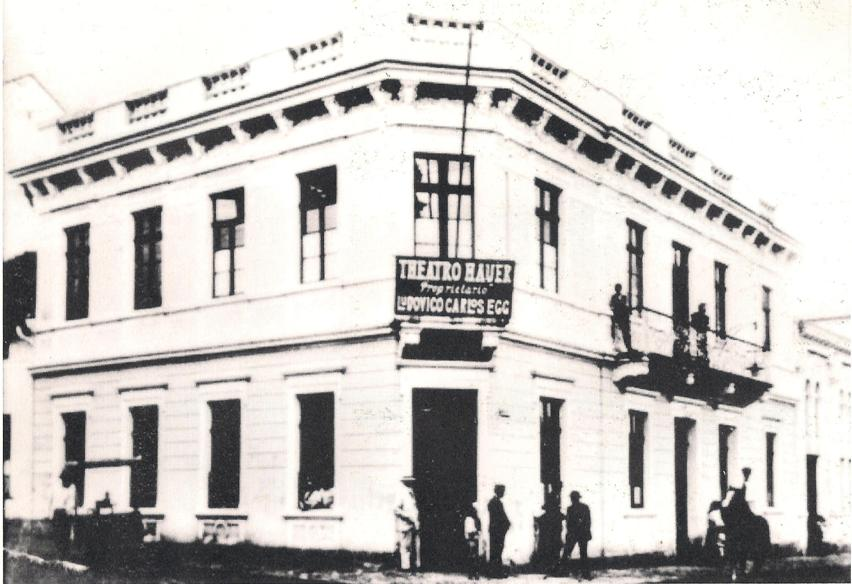
O antigo "Theatro Hauer", sede da fundação do Coritiba, o primeiro clube de futebol do estado.

### A fundação do Clube
Já no dia seguinte ao jogo em Ponta Grossa, entusiasmados com o novo esporte, os jovens discutiram a possibilidade da criação de um novo clube dedicado exclusivamente a prática do futebol. Como entre os praticantes, que já ultrapassavam 50, havia pessoas de origem não-germânica, a ídeia era também tornar o novo clube independente do Clube Turnverein, que era um clube particular que não permitia a associação de pessoas que não fossem de origem alemã. Em dezembro de 1909 a ideia começou a tomar vulto iniciando-se uma série de reuniões no Theatro Hauer. Após várias reuniões, finalmente no dia 30 de janeiro de 1910 foi fundado o "Coritibano Foot Ball Club", nome pelo qual os jovens foram tratados em Ponta Grossa quando lá jogaram.
A primeira assembleia foi realizada em 21 de abril de 1910, após o clube solicitar todas as regras do esporte no Rio de Janeiro e em São Paulo. Nela aconteceu a votação para a primeira diretoria, composta pelo presidente João Viana Seiler e seu vice Arthur Hauer, primeiro e segundo secretário José Júlio Franco e Leopoldo Obladen respectivamente, primeiro e segundo tesoureiro Walter Dietrich e Alvim Hauer respectivamente, e Fritz como o capitão do time. Foi nessa assembleia que o nome do clube foi alterado para "Coritiba", antiga grafia da capital paranaense, uma vez que já havia na cidade um clube social chamado Coritibano. Com a fundação do Coritiba Foot Ball Club, abria-se o ciclo de futebol no estado do Paraná.

## Décadas de 1910 e 1920
Inicia-se então a procura por um campo. O local escolhido foi o hipódromo do Guabirotuba, antigo Jockey Clube do Paraná (até 1955), e atual PUC-PR, que além de ter as arquibancadas necessárias para acomodar os torcedores, possuía no centro da pista de corridas uma grande área que não era utilizada. Após o local ser devidamente adaptado para acomodar as partidas de futebol, foi onde o Coritiba jogou até 1917, utilizado desde o dia 12 de junho de 1910, em sua primeira partida contra o Ponta Grossa Foot Ball Club (nova denominação do Clube de Foot Ball de Tiro Pontagrossense), com vitória Coritibana por 5 x 3 e assistida por pouco mais de 200 pessoas.

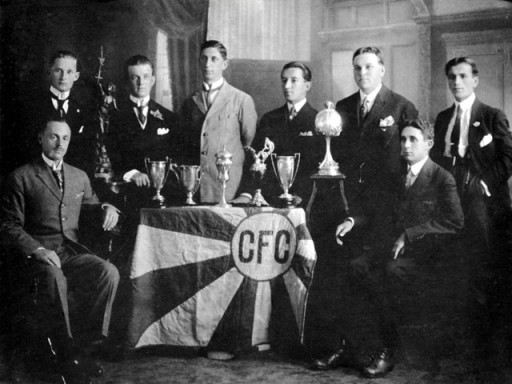
João Viana Seiler (primeiro sentado a esquerda), um dos grandes empresários da época, foi o primeiro presidente do Coritiba.

Em 1915 são disputados pela primeira vez o Campeonato da Cidade e o Campeonato Paranaense, com o Coritiba participando nas duas competições. Já no ano seguinte, sagra-se campeão em ambas as competições. No dia 2 de julho de 1916, a goleada de 7x0 sobre o Spartano pelo campeonato estadual, se torna a primeira grande goleada do clube em jogos oficiais. O destaque do time no ano foi José Bermudes, mais conhecido como Maxambomba, que viria a se tornar o primeiro jogador de uma equipe paranaense a ser convocado para a seleção brasileira. Em 1917 vence também o Torneio Afonso Camargo e passa a jogar no Parque da Graciosa, no Juvevê, onde ergueu um novo estádio no qual ficou até 1932.
A década de 1920 foi marcada pelo desaparecimento e fusão de vários times. Viver do futebol naquela época era muito difícil, pois os atletas ganhavam o suficiente apenas para comer. Contudo, mesmo com dificuldades o Coritiba permaneceu vivo. Em 1920 é campeão do Torneio Início. No ano seguinte, vence novamente o Torneio Início, assim como o Torneio da Cruz Vermelha e o Torneio de Tiradentes. No mesmo ano, no dia 15 de agosto, a vitória por 1x0 sobre Seleção Paulista, que era a base da Seleção Brasileira, coloca pela primeira vez o futebol paranaense em evidência a âmbito nacional. O atacante Maxambomba e o meia Gonçalo Pena são convocados para servirem a seleção brasileira no Campeonato Sul-Americano de 1921, atual Copa América. Em 1924 disputa a primeira partida oficial contra aquele que viria a se tornar seu maior rival dentro do estado, o Atlético-PR. A partida, disputada no dia 8 de junho, termina na goleada de 6x3 para o Coritiba, com quatro gols de Ninho. No dia 15 de agosto de 1926, vence a Seleção Gaúcha por 3x1. Os gaúchos tiveram seus uniformes roubados e jogaram com a camisa do Atlético-PR. Esta partida gerou o Dia do Atleta Coritibano. No mesmo ano, no dia 7 de novembro, aplica a maior goleada da história do Campeonato Paranaense, 13x1 sobre o Paraná Sports, com cinco gols de Staco. Em 1927, já com Antônio Couto Pereira como presidente, vence o campeonato estadual numa campanha de oito vitórias em nove jogos, e com Staco marcando sete gols na vitória de 9x0 sobre o Savoia. No mesmo ano, vence também o Campeonato da Cidade e a Taça Fox, que da início a rivalidade entre Coritiba e Atlético-PR.

## Décadas de 1930 e 1940

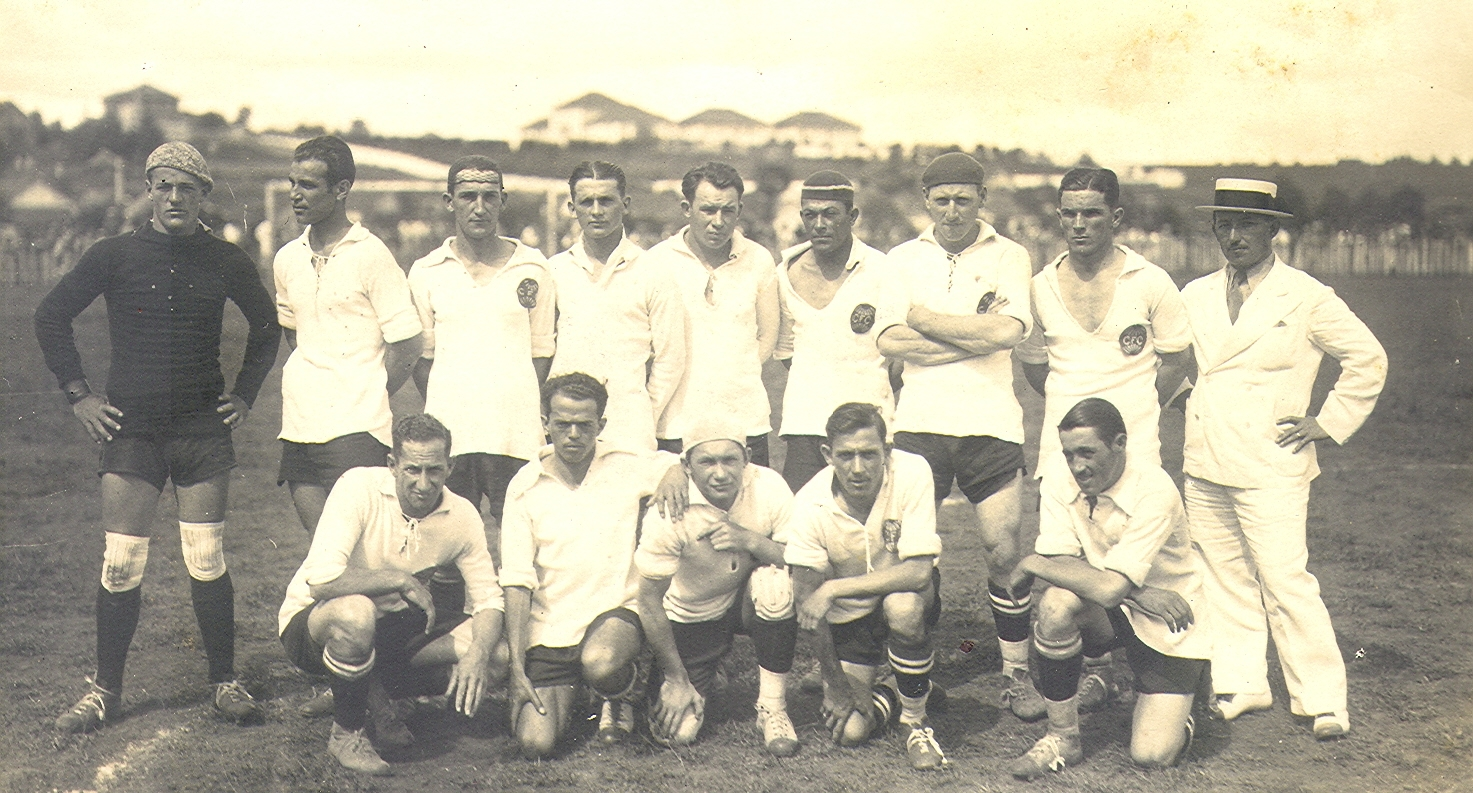
Coritiba 1931

Em 1930 o Coritiba é campeão do Torneiro Início. No dia 23 de novembro, a goleada de 7x4 sobre o Atlético-PR, se torna o clássico com maior número de gols da história. No ano seguinte, vence o Campeonato Paranaense e o Campeonato da Cidade. O campeonato estadual de 1931 é um capítulo a parte na história coritibana, principalmente a decisão com o Palestra Itália, que contou com um personagem que está eternizado na história do clube, Moacir Gonçalves, o primeiro negro a vestir a camisa de um clube da capital. Moacir era treinador e jogador do Coritiba, fato comum na época. O que não era comum, eram negros na capital paranaense. Vendo sua equipe perder por 3x1, com o Palestra precisando apenas do empate, Moacir resolveu se escalar para o jogo. Faltando 20 minutos, o Coxa virou a partida, que terminou em 5x4 pro Coxa. Outro importante personagem daquela temporada foi José Fontana, um jovem gandula do Coritiba apelidado pelo capitão do time Pizzatto de "Rei dos Vagabundos", por ficar sempre deitado a espera da bola. Durante os treinos para o jogo de domingo, o goleiro titular se atrasou. Pizzatto então convocou o jovem gandula de 16 anos para o gol. Sua atuação deixou todos atônitos, e no dia seguinte foram registrá-lo na Federação para estrear já na partida de domingo. O jogo em questão, era um Atletiba na Baixada, que terminou em 1x0 pro Coxa. O melhor jogador em campo foi o goleiro, que passou a ser conhecido apenas por Rei e que, posteriormente, se tornaria o primeiro goleiro paranaense a ser convocado para defender a seleção brasileira. Em 1932 vence o Torneio Início e o Torneio dos Cronistas Esportivos. No 07 dia de agosto, vence o Atletiba por 6x1 jogando na casa do rival e com um time composto, na sua maioria, por reservas. No dia 19 de novembro, é inaugurado o estádio Belfort Duarte. O jogo de inauguração foi diante do América-RJ, atual campeão Carioca, que terminou em 4x2 para o time paranaense. Segue então uma fase de vitórias em vários campeonatos, contando com Campeonato da Cidade (1933, 1935 e 1939), campeonato estadual (1933, 1935 e 1939), Torneio Arthur Friedenreich (1934) e Torneio Início (1939).
No dia 23 de janeiro de 1941, o Coritiba realiza a sua primeira partida contra uma equipe estrangeira, empatando com o Gimnasia y Esgrima La Plata da Argentina no Belfort Duarte. Em 1941 e 1942 conquista o seu primeiro bicampeonato estadual, Neno marca sete gols na vitória de 10x2 sobre o Jacarezinho em 1 de fevereiro de 1942. No dia 18 de março, o amistoso que termina na vitória de 4x1 sobre o Avaí, inalgura os refletores do Belfort Duarte e se torna o primeiro jogo noturno do Paraná. No dia 8 de dezembro, o Coritiba aplica a sua primeira grande goleada contra um time de fora do estado, vencendo o Internacional por 7x4 num amistoso no Belfort Duarte. Em 1943 vence o Torneio Imprensa e o Torneio Luis Aranha. Em 1944, vence o Torneio Getúlio Vargas, e no ano seguinte, conquistam o torneio Cidade de Curitiba. Na mesma época Couto Pereira deixa a presidência do clube após dois mandatos e treze anos no comando do time. Em 1946 e 1947 conquista o Campeonato da Cidade e o bicampeonato estadual. Em 1947, por se tornar campeão no aspirante, amador, juvenil eprofissional, é apelidado de campeoníssimo. No dia 12 de julho de 1949, O Coritiba realiza a sua primeira partida contra uma equipe de fora do continente sul-americano, vencendo o Rapid Viena da Áustria por 4x0 na Vila Capanema. O Rapid Viena era o atual campeão austríaco.

## Décadas de 1950 e 1960

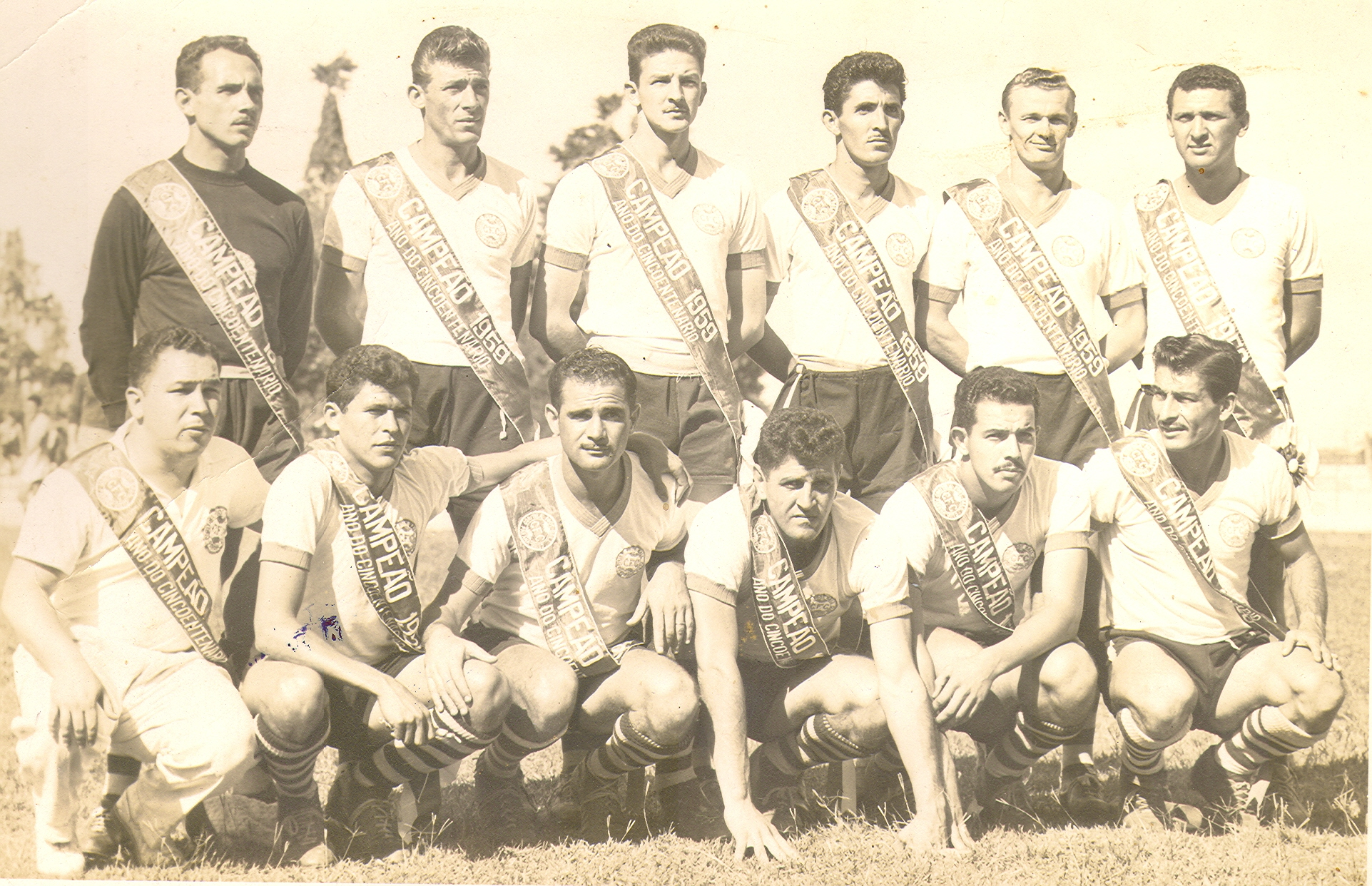
Coritiba 1959

Em 1950 o Coritiba conquista o Torneio Triangular de Curitiba, e em 1951 e 1952 o Torneio Início e o bicampeonato estadual. É campeão em 1953 dos Torneios Quadrangular Interestadual e Quadrangular de Londrina. Tanto em 1954 quanto 1956 é campeão estadual. Em 1956, já sob o comando de Aryon Cornelsen, que permaneceu na presidência até 1963. No ano seguinte, é bicampeão paranaense e ganha também o Torneio Início. Em 1959 é novamente campeão estadual, terminando a década de 1950 com seis títulos estaduais conquistados.
Em 1960 o Coxa é bicampeão paranaense. No mesmo ano, perdeu o célebre jogo da moeda para o Grêmio, pela Taça Brasil. Após três empates sucessivos entre as equipes, a vaga foi decidida no cara ou coroa. Em 1967 Evangelino da Costa Neves é eleito presidente do clube, permanecendo por mais de vinte anos, em três mandatos. No dia 6 de agosto, vence o Atlético de Madrid da Espanha no Belfort Duarte, por 3 x 2, com 3 gols de Walter. No dia 12 de dezembro, vence a seleção da Hungria, por 1 x 0 no Belfort Duarte. A Hungria venceu a seleção brasileira na Copa do Mundo de 1966.
Em 1968 o Coxa é campeão paranaense após oito anos de jejum, e também vence o Torneio Internacional de Verão. No dia 2 de junho enfrentou o Napoli da Itália, no Belfort Duarte. No dia 13 de novembro, o time do Coritiba enfrentou, com a camisa da Federação, a seleção brasileira no Belfort Duarte, resultando em 2 x 1 para o Brasil.
Em 1969 o Coritiba é bicampeão estadual e faz sua primeira excursão para o exterior, participando de jogos amistosos na Alemanha, Áustria, Bulgária, Holanda e Bélgica, participa também do III Torneio Cidade de Murcia, na Espanha, e conquista a Taça Pierre Colon, na França. Durante estes torneios, o Coxa enfrentou as principais equipes de cada país, o Valencia da Espanha, o Borussia Dortmund da Alemanha, o Bordeaux da França, o Feyenoord da Holanda, o Austria Viena da Áustria, o Levski Sofia da Bulgária, e o Anderlecht da Bélgica.

## Década de 1970

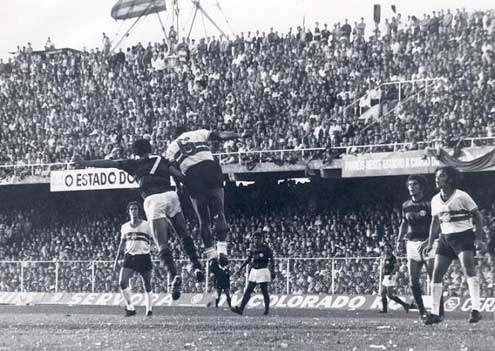
Atletiba, 1972

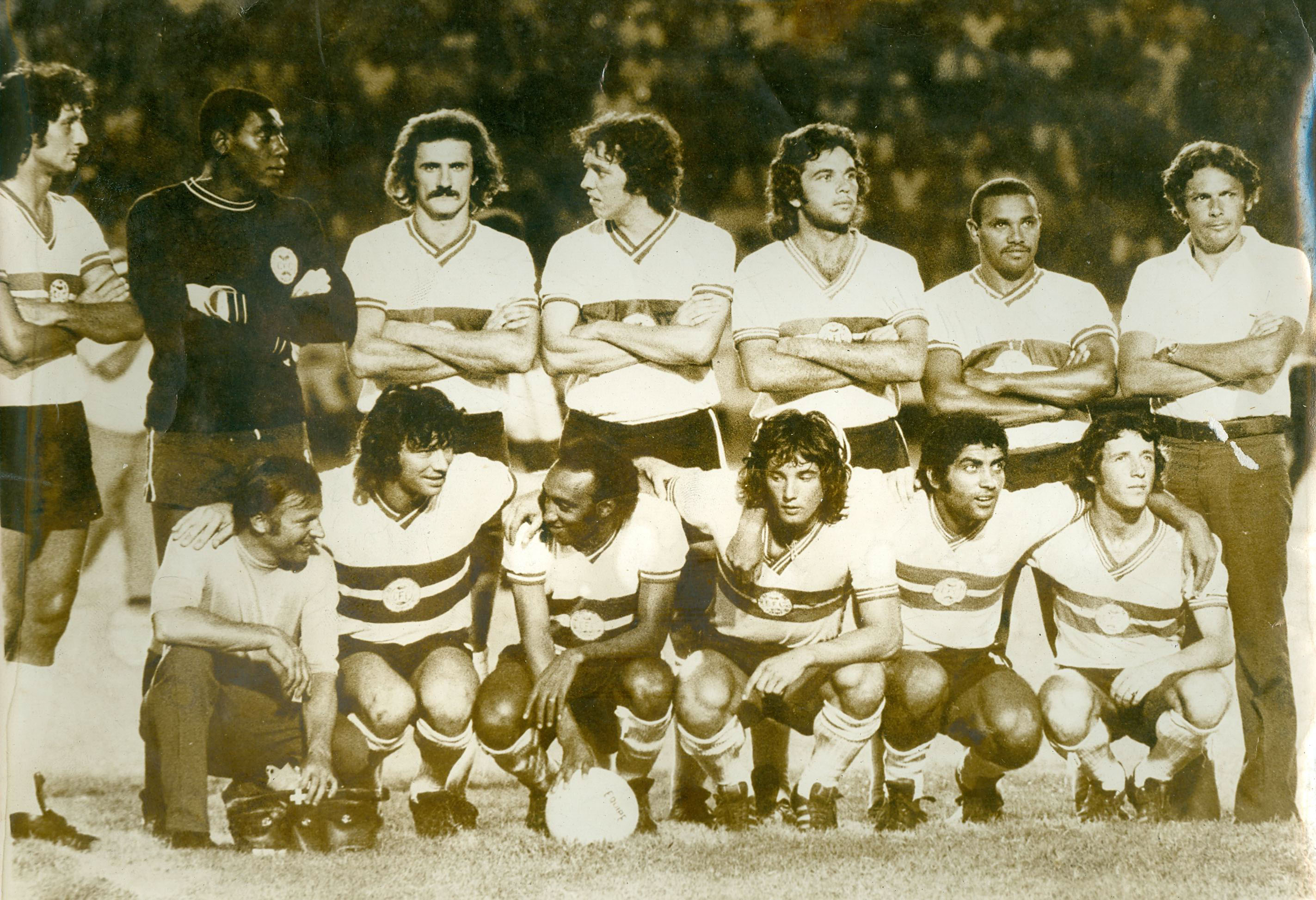
Coritiba 1973

Em 1970, querendo agitar a torcida e reunir recursos para aumentar o Belfort Duarte, Evangelino usa a estratégia do concorrente Atlético-PR e passa a fazer contratações de vulto. Na primeira leva, chegam Rinaldo (ex-Palmeiras), Joel Mendes (ex-Santos) e Hidalgo (ex-XV de Piracicaba), que faria história como capitão da equipe. O time parte então novamente numa excursão internacional, participando de jogos amistosos na França, Iugoslávia, Argélia, Romênia e Portugal, chegando a enfrentar durante a competição a seleção da Argélia e o Sporting de Portugal. Conquista também em 1970 e 1971 o Torneio Internacional de Verão.
Em 1971 o Coxa assume a hegemonia definitiva do futebol paranaense na chamada década de ouro. O título estadual abre a série do hexacampeonato (1971, 1972, 1973, 1974, 1975, 1976). No dia 18 de janeiro do mesmo ano, vence a seleção da França por 2 x 1 no Belfort Duarte. Dias antes a França havia vencido a seleção Argentina.
Em 1972, na terceira excursão internacional, participando de jogos amistosos na Argélia e Marrocos, participa também do Triangular na Turquia. Durante a excursão, o Coxa chega a enfrentar o Fenerbahçe e as seleções da Turquia e de Marrocos. Ao retornar invicto ao Brasil, recebe a Fita Azul. No mesmo ano, enfrenta no Belfort Duarte o Benfica de Portugal e as seleções da Hungria e do Congo.
Em 1973 o Coritiba vence o Torneio do Povo, se tornando a primeira equipe do sul do Brasil a conquistar um torneio de âmbito nacional. No dia 18 de junho do mesmo ano, vence a seleção do Paraguai por 1 x 0 no Belfort Duarte. Conquista ainda o Quadrangular de Goiás em 1975 e a Taça Cidade de Curitiba/Taça Clemente Comandulli em 1976 e 1978. Em 1977 o nome do estádio Belfort Duarte é alterado para Major Antônio Couto Pereira, e nos anos de 1978 e 1979 o time é bicampeão estadual, terminando a década de 1970 com oito títulos estaduais conquistado. Ainda em 1979, termina o campeonato nacional em terceiro lugar.

## Década de 1980
Em 1980 o Coxa é o quarto colocado do campeonato brasileiro, tendo aplicado duas goleadas de 7 x 1 durante a competição, uma no Ferroviário e outra no Serra. Contudo, após a competição entra em crise administrativa e financeira que reflete no futebol, e que deixou a equipe sem títulos importantes até 1985.
Em 1981 vence o Quadrangular do Trabalhador, e devido as más campanhas no Estadual, participa em 1981 e 1983 da Taça da Prata, a segunda divisão do campeonato brasileiro. Em 1983 vence o Torneio Ak-Waba, na Costa do Marfim. Neste torneio o Coritiba chegou a enfrentar a seleção da Bulgária duas vezes, pois os búlgaros, inconformada com a derrota sofrida dias antes por 2 x 0, desafiam o Coritiba para uma partida revanche que terminaria empatada em 1 x 1. Em 1984 o Coxa volta à primeira divisão e termina o Campeonato Brasileiro em oitavo lugar.

### 1985 - Campeão Brasileiro
Em 1985 acontece a maior glória do Coritiba e do futebol paranaense até então. Desacreditada, a equipe comandada por Ênio Andrade suplanta os desafios e conquista o título brasileiro vencendo nos pênaltis o Bangu em pleno Maracanã. Torcedores de Vasco, Flamengo, Fluminense e Botafogo foram apoiar o Bangu, somando mais de 91 mil pagantes.
Mesmo sendo campeão, o Coritiba terminou o Campeonato Brasileiro de 1985 com saldo de gols negativo. Devido a somatória da péssima primeira fase, com as fases subsequentes do Campeonato de 1985, o Coritiba é o único time do mundo que foi campeão de uma competição nacional com saldo de gols negativo, apesar de ter tido saldo negativo apenas na primeira fase.

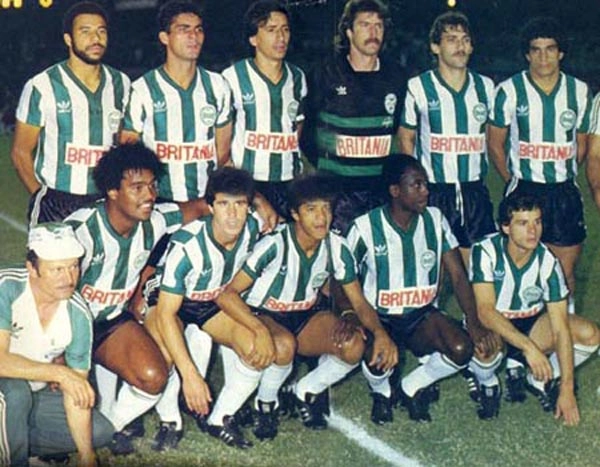
Elenco campeão nacional no Maracanã

No mesmo ano do título nacional, o Coxa conquista também o Torneio Maurício Fruet e participa de dois amistosos contra a equipe do Cerro Porteño, empatando a primeira partida por 0 x 0 em Assunción (Paraguai), e vencendo a segunda por 2 x 0 no Couto Pereira.
Em 1986 o Coxa participa da Copa Libertadores da América se tornando o primeiro time paranaense a disputar a competição. No mesmo ano é campeão paranaense. No mesmo ano é rebaixado para a série B do Campeonato Brasileiro, entrando para a seleta lista de times que sofreram o rebaixamento portando o título de Campeão Brasileiro.
Em 1987 é convidado para integrar o Clube dos 13 e participa da Copa União(Campeonato Brasileiro), mesmo tendo sofrido o rebaixamento em 1986, devido ao fato da CBF ter reorganizado o Campeonato Brasileiro naquele ano.
Em 1989 conquista o campeonato estadual. No mesmo ano, fazia boa campanha no Brasileiro, mas se nega a aceitar uma mudança de calendário que fazia com que o time jogasse um dia antes do Vasco da Gama – seu adversário no grupo. O Coxa então não compareceu ao jogo contra o Santos em Juiz de Fora e foi punido pela CBF com a derrota por 1 x 0, a perda de mais 5 pontos e a queda automática para a Série B. No dia 18 de junho, o Coxa vence a seleção do Japão por 1 x 0 no Couto Pereira.

## Década de 1990

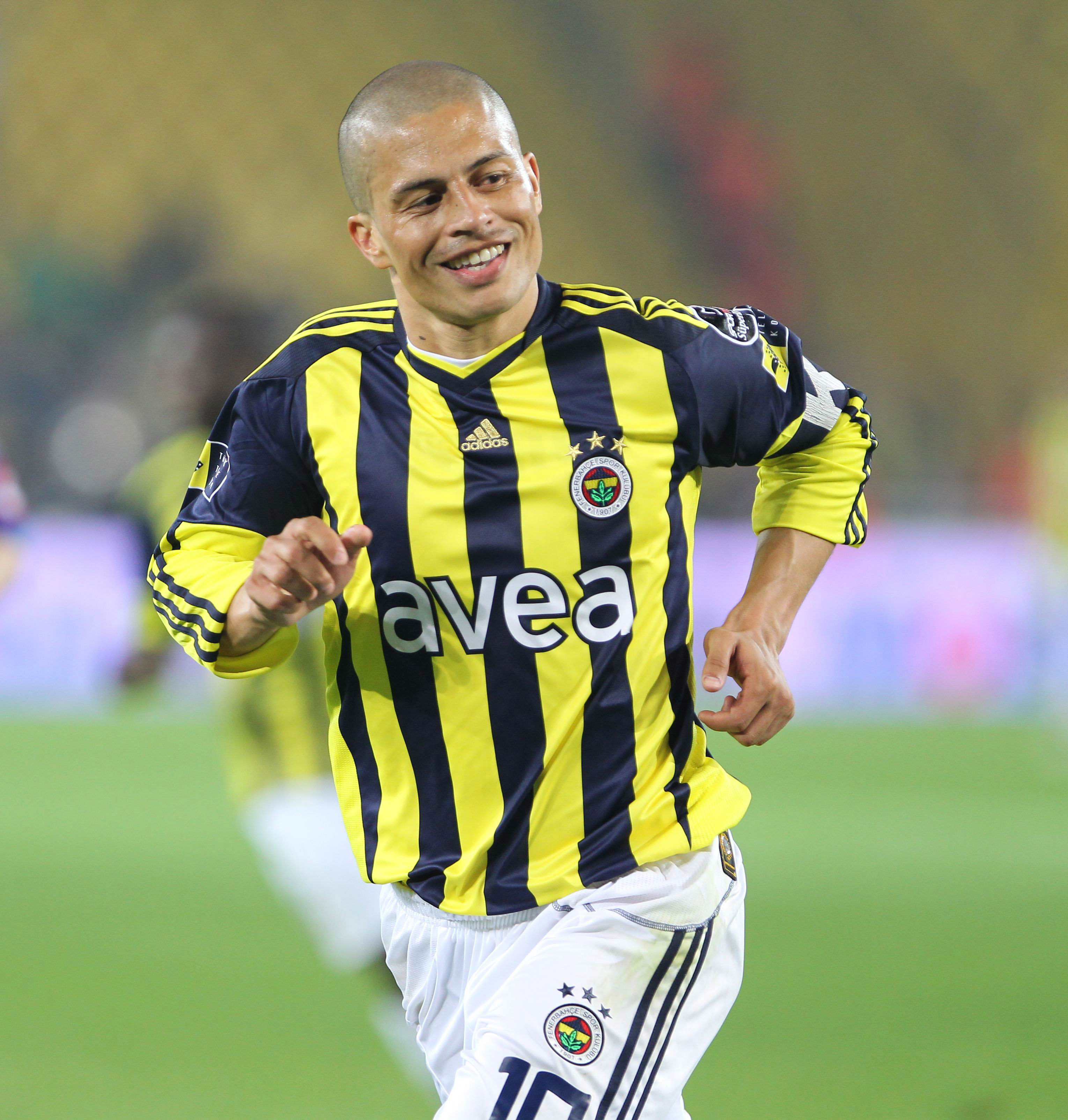
Alex, prata da casa do Coritiba

Em 1990 o drama do ano anterior ainda abate o clube, que entra em uma nova crise que se propaga por toda a primeira metade da década. Ainda assim, o time conseguiu um bom desempenho na Copa do Brasil de 1991, chegando às semifinais. Após dois anos amargando a segundona, em 1992 o Coxa consegue retornar para a primeira divisão do campeonato nacional, porém torna a cair em 1993. Em 1995, após uma derrota para a Sociedade Esportiva Matsubara, Evangelino Neves é pressionado a deixar o clube. Édison Mauad, Sérgio Prosdócimo e Joel Malucelli assumem o Coritiba e lutam para aplacar as dívidas e montar um bom time. Conseguem o vice campeonato da Série B, vendo seu maior rival Atlético Paranaense ser campeão, e recolocam o Coritiba na primeira divisão.
Em 1997 o Coxa é campeão do Festival Brasileiro de Futebol. No ano seguinte, no dia 19 de janeiro, vence por 3 x 1 a simpática porém limitada seleção da Jamaica, que participaria, meses depois, da Copa do Mundo. No Brasileiro de 1998, o time faz uma grande campanha, acabando a primeira fase em terceiro lugar. Na fase de mata-mata, porém, é eliminado pela Portuguesa, terminando a competição na sexta colocação. Vale mencionar que no jogo da eliminação o Coritiba foi valente, vencia o jogo e poderia ter ampliado com o atacante Claudinho, que perdeu o gol da classificação tentando encobrir o goleiro da Portuguesa com dois companheiros ao lado.
Em 1999, o clube volta a ser campeão paranaense após um jejum de nove anos.

## Década de 2000
Em 2001, o clube teve um bom primeiro semestre, sendo vice-campeão da Copa Sul-Minas e chegando à semifinal da Copa do Brasil. Porém no campeonato estadual acabou eliminado nas semifinais mais uma vez pelo carrasco Paraná, após massacrar o jogo inteiro, acabou levando o gol da desclassificação aos 48 minutos do segundo tempo, do volante Fernando Miguel. Esse gol é lamentado até hoje pela grande partida feita pelos guerreiros coxas branca.
Em 2002, depois de um início claudicante, o Coritiba melhora na temporada e brilha como uma das melhores equipes do campeonato brasileiro. Porém, o Coxa acabou derrotado pelo já rebaixado Gama na fase de classificação, por 4 a 0 no Distrito Federal, dando adeus à possibilidade de disputar o título brasileiro. Nos próximos dias, lança o projeto de clube-empresa. Em 2003, além de ser campeão estadual invicto, chega em quinto no Campeonato Brasileiro, o primeiro de pontos corridos da história, conquistando o direito de disputar a Libertadores da América no ano seguinte. Em 2004, conquista o bicampeonato estadual e participa das copas Sul-Americana e Libertadores da América.
Em 2005, após uma campanha aquém no Campeonato Brasileiro, o time é rebaixado para a Série B da competição. Naquele ano, o Coritiba teve a quarta maior média de público do campeonato, com 18.688 pessoas por jogo. Em 2006, o time começou sob o comando do técnico Marcio Araújo, e posteriormente Estevam Soares. Após eliminações no Campeonato Paranaense e na Copa do Brasil, Estevam foi demitido, sendo substituído por Paulo Bonamigo. Durante o Campeonato Brasileiro, o Coritiba chegou a liderar a competição por diversas rodadas, mas acabou em sexto lugar, não conseguindo uma das quatro vagas disponíveis para voltar à Série A.
Em 2007, Guilherme Macuglia era o novo técnico, assumindo a posição durante o Campeonato Paranaense, a Copa do Brasil e parte do Campeonato Brasileiro. Em junho de 2007, Renê Simões é contratado como novo técnico após demissão de Macuglia. Durante esse período, os jogadores revelados pelas categorias de base do clube destacavam-se no time, como o zagueiro Henrique, os meias Marlos e Pedro Ken e o atacante Keirrison, além de jogadores como Gustavo, Túlio e o goleiro Edson Bastos. No dia 3 de novembro, com quatro rodadas de antecedência, o Coritiba garantiu matematicamente o acesso à Série A do Campeonato Brasileiro ao empatar com o Vitória no Couto Pereira. No dia 24 de novembro, valendo pela última rodada, com a vitória sobre a equipe do Santa Cruz no Estádio do Arruda, o Coxa sagrou-se campeão da Série B do Campeonato Brasileiro de 2007.

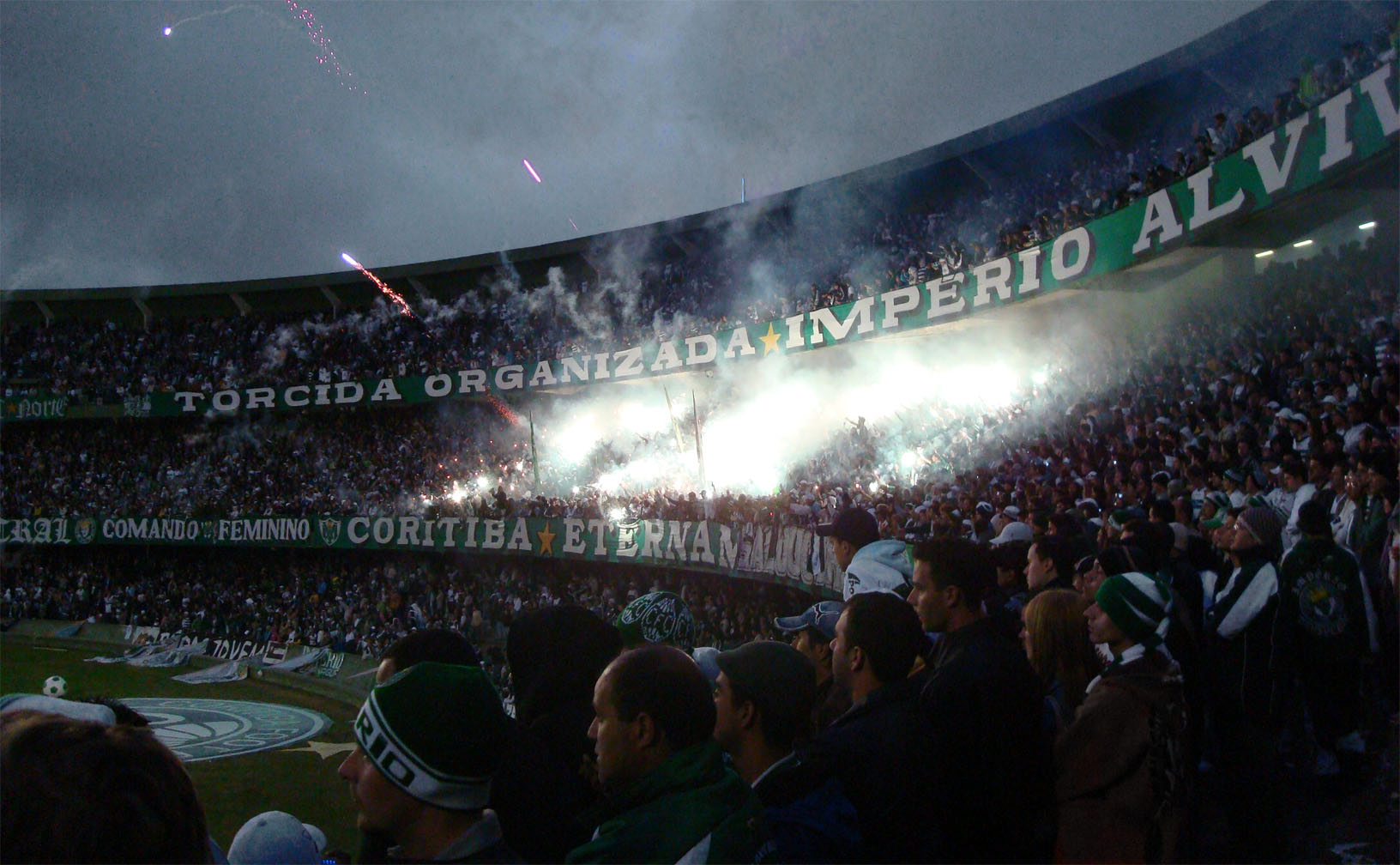
Torcida Organizada Império Alviverde durante partida entre Coritiba e Cruzeiro pelo Brasileiro de 2008 no Estádio Couto Pereira.

Em 2008, vence o campeonato estadual, e no campeonato brasileiro garante uma vaga na Copa Sul-Americana. No fim do ano, a diretoria do clube anunciou um projeto do novo estádio, em uma construção começando no final de 2009 e durando dois anos. No começo de novembro o projeto foi apresentado ao então prefeito da cidade, Beto Richa (que rejeitou o projeto em maio de 2009), com planos de um local multiúso para em torno de quarenta mil pessoas, com um orçamento de R$ 200 milhões.

### A Temporada 2009
Na temporada 2009, foi comemorado o centenário do clube, mas no primeiro semestre, a equipe perdeu o campeonato estadual para o maior rival, o Atlético Paranaense e derrotado nas semifinais da Copa do Brasil.
No Campeonato Brasileiro, o clube se manteve basicamente na zona intermediária, chegando à última rodada com chances de ser rebaixado. O jogo era em casa, contra o Fluminense, e o Coritiba precisava apenas de uma vitória para evitar o descenso. O jogo terminou empatado e a combinação deste resultado com a vitória do Botafogo perante o Palmeiras por 2 a 1, resultou no rebaixamento do clube.
Alguns vândalos, insatisfeitos, protagonizaram cenas de violência: invadiram o gramado para tentar agredir o árbitro e agrediram policiais, arremessando objetos.
Em razão da irrefletida conduta desses vândalos, o STJD puniu o clube com a perda do mando de campo de 10 jogos e multa de 5 mil reais. O time cumpriu a íntegra da sanção desportiva, jogando mais do que um turno inteiro do Brasileirão da Série B, de 2010, longe do Estádio Couto Pereira, mandando seus jogos na Arena Joinville, situada na cidade de Joinville de onde se despediu em 7 de setembro de 2010, com vitória de 3x1 sobre a equipe do Náutico.

## Década de 2010
Em 2010, o Coritiba conquista o campeonato estadual e a torcida alviverde comemora o título antecipado em cima do maior rival com vitória por 2 a 0 no Couto Pereira, com gols de Marcos Aurélio e Geraldo.
Durante o Campeonato Brasileiro, o time não era considerado um favorito ao título, devido ao exílio de 10 jogos em Santa Catarina, mas o clube se mostrou forte, e mesmo longe de "casa", se saiu muito bem, voltou ao Couto Pereira como líder da competição. Voltando a jogar em seu estádio no dia 18 de setembro, na vitória por 2 a 0 sobre a Portuguesa, com os 30.414 torcedores presentes (28.134 pagantes) fazendo uma grande festa.
No dia 9 de novembro de 2010, com três rodadas de antecedência, o Coritiba garantiu definitivamente a volta à Série A do Campeonato Brasileiro após vencer o Duque de Caxias por 3 a 2 em São Januário. No dia 20 de novembro, ao empatar com o Icasa no Romeirão, o Coxa sagrou-se campeão da Série B do Campeonato Brasileiro de 2010 com uma rodada de antecedência. O time ainda mostrou uma superação incrível no ano de 2010, pois muitos acharam que após o episódio de 6 de dezembro de 2009 o time não teria chances de se recuperar em tão pouco tempo.
Em 24 de abril de 2011, precisando apenas de um empate para levar o título com uma rodada de antecedência, o Coritiba sagrou-se mais uma vez Campeão Paranaense de Futebol, ao golear por 3 a 0 Atlético Paranaense, em jogo disputado na Arena da Baixada. O bicampeonato estadual foi conquistado de forma invicta, com apenas dois empates.
No dia 28 de abril, ao vencer o Caxias por 1 a 0 em jogo válido pelas oitavas-de-final da Copa do Brasil de 2011, o clube entrou para a história do Futebol Brasileiro ao bater o recorde de vitórias seguidas, que até então o clube dividia com o Palmeiras de 1996, que conseguiu 21 vitórias em série, e que passa a ser do Coxa. Com a vitória sobre o Cianorte, fechando invicto o Campeonato Paranaense de 2011, e a goleada por 6 x 0 contra o Palmeiras, pela Copa do Brasil, o Coxa atingiu a marca de 24 vitórias seguidas.
Ainda em 2011, o Coritiba se classificou para a final da Copa do Brasil de 2011, após vencer o Ceará, feito inédito para um clube do estado. Na final, contra o Vasco da Gama, perdeu o primeiro jogo por 1 a 0 e ganhou o segundo, em casa, por 3 a 2, perdendo a disputa no critério de gols marcados fora de casa.
Em 2012, o Coxa venceu novamente o Campeonato Paranaense, atingindo o tricampeonato e também se classificou novamente para a final da Copa do Brasil. Porém, na decisão do torneio nacional, mais uma vez ficou em segundo lugar, novamente diante de sua torcida, com um empate (1 a 1) contra o Palmeiras. O clube paranaense já havia sido derrotado na primeira partida ante a equipe palestrina por 2 a 0, em Barueri. Na Copa Sul-Americana, eliminação precoce: derrota por 1 a 0 para o Grêmio em Porto Alegre e vitória por 3 a 2 no Couto Pereira classificaram a equipe gaúcha para a fase final da competição pelo critério dos gols marcados como visitante.
A temporada de 2013 consagrou o clube com o seu tetra-campeonato estadual consecutivo (2010/2011/2012/2013), depois de dois atletibas, com um empate no primeiro joga da final e uma vitória dentro de sua casa. O mesmo resultado não foi obtido nos campeonatos organizados pela CBF, quando na Copa do Brasil é eliminado na 2° fase e no campeonato brasileiro, terminando em décimo primeiro.
Na temporada de 2014, o Coritiba terminou em quarto no paranaense, décimo quarto no brasileirão e foi eliminado nas oitavas de final da Copa do Brasil.
Em 2015, o clube amargou o vice-campeonato no estadual, novamente foi eliminado nas oitavas de final da Copa do Brasil e terminou o brasileirão em décimo quinto.
No campeonato paranaense de 2016, novamente o clube terminou a competição como o segundo melhor do estadual, perdendo os dois atletibas da decisão.
Em 2017, o Coritiba conquista o campeonato estadual, após uma campanha aquém no Campeonato Brasileiro, o time é rebaixado para a Série B da competição.
No campeonato paranaense de 2018, o clube terminou a competição como o segundo melhor do estadual, perdendo a decisão.
Na temporada de 2019, o Coritiba terminou em terceiro no paranaense, No dia 30 de novembro, garantiu definitivamente a volta à Série A do Campeonato Brasileiro após vencer o Vitória de virada por 2 a 1.

## Década de 2020
Em 2020, o clube amargou o vice-campeonato no estadual, após uma campanha pífia no Campeonato Brasileiro, o time é rebaixado para a Série B da competição.
Na temporada de 2021, o Coritiba terminou em nono no paranaense, no dia 15 de novembro, garantiu definitivamente a volta à Série A do Campeonato Brasileiro após vencer o Brasil de Pelotas por 2 a 1.
Em 2022, o Coritiba conquista o campeonato estadual, foi eliminado na terceira fase da Copa do Brasil e terminou o brasileirão em décimo quinto.
Em 22 de junho de 2023, o Coritiba anunciou a venda de 90% da Sociedade Anônima do Futebol (SAF) para a empresa Treecorp Investimentos, pelo valor de R$ 1,1 bilhão. A transação foi aprovada em juízo após aval do Ministério Público. Os 10% restantes da SAF permanecem sob responsabilidade da Associação Civil do Clube.
Em 2023, o Coritiba terminou em quinto colocado no Campeonato Paranaense, chegou a terceira fase da Copa do Brasil sendo eliminado pelo Sport Recife, e no Campeonato Brasileiro, com três rodadas de antecedência, o clube foi rebaixado pela sétima vez, tornando-se ao lado do América Mineiro e do Goiás, que também foram rebaixados na mesma temporada, os clubes com mais rebaixamentos na história do Brasileirão até então.